# Salacia fimbrisepala
Salacia fimbrisepala là một loài thực vật thuộc họ Celastraceae. Loài này có ở Cameroon và Ghana. Môi trường sống tự nhiên của chúng là rừng khô nhiệt đới hoặc cận nhiệt đới. Chúng hiện đang bị đe dọa vì mất môi trường sống.